# Championnat d'Égypte de football 1960-1961
Navigation
Saison précédente Saison suivante
La saison 1960-1961 du Championnat d'Égypte de football est la 11e édition du championnat de première division égyptien. Dix clubs égyptiens prennent part au championnat organisé par la fédération. Les équipes sont regroupées au sein d'une poule unique où elles rencontrent leurs adversaires deux fois, à domicile et à l'extérieur.
C'est le club d'Al Ahly SC qui remporte la compétition, après avoir terminé en tête du classement final, avec cinq points d'avance sur le tenant du titre, le Zamalek SC et huit sur le Tersana SC. C'est le 10e titre de champion d'Égypte de l'histoire du club, qui réussit même le doublé en s'imposant face au club d'Al-Qanah en finale de la Coupe d'Égypte.

## Les clubs participants
| - Al Ahly SC - Tersana SC - Zamalek SC - Ittihad Suez - Ghazl El Mahallah | - Al-Qanah - Al Olympi - Al-Masry Club - Al Sekka Al Hadid - Tanta FC |

## Compétition

### Classement
Le classement est établi sur le barème de points classique (victoire à 2 points, match nul à 1, défaite à 0).
| Rang | Équipe            | Pts | J  | G  | N | P | Bp | Bc | Diff |
| ---- | ----------------- | --- | -- | -- | - | - | -- | -- | ---- |
| 1    | Al Ahly SC C      | 28  | 18 | 12 | 4 | 2 | 34 | 14 | +20  |
| 2    | Zamalek SC T      | 23  | 18 | 10 | 3 | 5 | 47 | 24 | +23  |
| 3    | Tersana SC        | 20  | 18 | 6  | 8 | 4 | 28 | 23 | +5   |
| 4    | Al-Qanah          | 19  | 18 | 6  | 7 | 5 | 21 | 23 | -2   |
| 5    | Tanta FC          | 18  | 18 | 7  | 4 | 7 | 18 | 24 | -6   |
| 6    | Al Sekka Al Hadid | 15  | 18 | 5  | 5 | 8 | 22 | 26 | -4   |
| 7    | Al-Masry Club     | 15  | 18 | 5  | 5 | 8 | 20 | 31 | -11  |
| 8    | Al Olympi         | 15  | 18 | 5  | 5 | 8 | 26 | 38 | -12  |
| 9    | Ghazl El Mahallah | 14  | 18 | 3  | 8 | 7 | 13 | 17 | -4   |
| 10   | Ittihad Suez      | 13  | 18 | 4  | 5 | 9 | 20 | 29 | -9   |

| Légende : Qualifications et relégations | Légende : Qualifications et relégations                |
| --------------------------------------- | ------------------------------------------------------ |
|                                         | Champion d'Égypte 1960-1961                            |
|                                         | T : Tenant du titre C : Vainqueur de la Coupe d'Égypte |

## Bilan de la saison
| Championnat d'Égypte de football 1960-1961 |                        |
| Champion                                   | Al Ahly SC (10e titre) |
| Coupes et trophées                         |                        |
| Vainqueur de la Coupe d'Égypte 1960-1961   | Al Ahly SC             |
| Promotions et relégations                  |                        |
| Promus en Egyptian Premier League          | Aucun                  |
| Relégués en Egyptian Second League         | Aucun                  |